# Paulina Chávez
Paulina Chávez (El Paso (Texas), 22 mei 2002) is een Amerikaans actrice.

## Biografie
Chávez werd geboren in El Paso en groeide op in San Antonio. Als zevenjarige leerde ze op school kennismaken met acteren. Tijdens haar middelbareschooltijd reisde ze regelmatig naar Dallas voor acteerlessen bij Cathryn Sullivan.
In 2020 kreeg ze haar eerste hoofdrol in de Netflixserie The Expanding Universe of Ashley Garcia.

## Filmografie

### Films
| Jaar | Titel                                                             | Rol            | Opmerking | Bron  |
| ---- | ----------------------------------------------------------------- | -------------- | --------- | ----- |
| 2019 | Li'l Mayne and the Knuckleheads                                   | Angel          |           | [ 3 ] |
| 2019 | Teenage Girl: Valerie's Holiday                                   | Freda          |           | [ 4 ] |
| 2023 | The Long Game                                                     | Daniela Torres |           | [ 5 ] |
| 2024 | The Casagrandes Movie                                             | Punguari/Shara | Stemrol   | [ 6 ] |
| 2025 | Alexander and the Terrible, Horrible, No Good, Very Bad Road Trip | Mia Garcia     |           |       |

### Televisieseries
| Jaar | Titel                                   | Rol                  | Opmerking             | Bron  |
| ---- | --------------------------------------- | -------------------- | --------------------- | ----- |
| 2016 | Day 5                                   | Carmen               | 1 episode             |       |
| 2018 | Scandal Made Me Famous                  | Jonge Kim Kardashian | 1 episode             |       |
| 2019 | Padre Pio                               | Isabella             | 3 episodes            | [ 7 ] |
| 2020 | Game On: A Comedy Crossover Event       | Ashley Garcia        | 2 episodes            |       |
| 2020 | Feliz NaviDAD                           | Noel                 | TV film               |       |
| 2020 | The Expanding Universe of Ashley Garcia | Ashley Garcia        | Hoofdrol; 15 episodes | [ 8 ] |
| 2022 | Fate: The Winx Saga                     | Flora                | Hoofdrol; 6 episodes  |       |
| 2024 | Landman                                 | Ariana               | Hoofdrol              |       |